# Досмухаметов, Иргаш
Иргаш Досмухаметов (1922, г. Тараз, Казахстан— 22.09.1944, Румишки, Латвия) — участник  Великой Отечественной войны, полный кавалер ордена Славы.

## Биография
Родился в 1922 году в городе Аулие-Ата (1938-93 годах — город Джамбул) ныне Тараз, центр Жамбылской области Казахстана в семье рабочего. Узбек. Образование начальное.
В Красной Армии с октября 1941 года. В действующей армии с марта 1942 года. Воевал на Западном, Калининском, 1-м Прибалтийском фронтах. К началу 1944 года младший сержант Досмухаметов командир отделения 935-го стрелкового полка 306-й стрелковой дивизии.
16 февраля 1944 года близ села Балановичи (Витебская область) младший сержант Досмухаметов подавил из противотанкового ружья вражеский пулемет, мешавший продвижению пехоты.
Приказом от 18 мая 1944 года младший сержант Досмухаметов Иргаш награжден орденом Славы 3-й степени (№ 22114).
Особо отличился в наступательных боях 22 июня по 10 июля 1944 года в Беларуси. Командир отделения взвода разведки Досмухаметов в числе первых в полку преодолел реку Западная Двина у села Гнездиловичи (Шумилинский район Витебской области). Был ранен, однако в составе группы воинов участвовал в захвате моста. Затем бойцы проникли в город Докшицы (Витебская области), где пленили двух гитлеровцев. В этом же районе обнаружили и ликвидировали вражескую засаду.
Приказом от 3 сентября 1944 года младший сержант Досмухаметов Иргаш награжден орденом Славы 2-й степени (№ 3342).
14 сентября 1944 года при форсировании реки Лиелупе западнее города Бауска (Латвия) младший сержант Досмухаметов одним из первых ворвался в населенный пункт Межотне и рассеял группу противника, уничтожил 5 гитлеровцев. За это бой был представлен к награждению орденом Славы.
17 сентября у деревни Кунески группа разведчиков во главе с Досмухаметовым вступила в бой с превосходящими силами гитлеровцев. В это бою он лично истребил 14 врагов но и сам был тяжело ранен. 22 сентября скончался в госпитале от полученных ран. Похоронен у хутора Рукмане, ныне Румишки, Мадонского района Латвии.
Указом Президиума Верховного Совета СССР от 24 марта 1945 года за мужество, отвагу и героизм, проявленные в борьбе с немецко-фашистскими захватчиками, младший сержант Досмухаметов Иргаш награждён орденом Славы 1-й степени. Стал полным кавалером ордена Славы.

## Награды
- Орден Славы 1 степени (24 марта 1945);
- Орден Славы 2 степени (3 сентября 1944 — № 3342);
- Орден Славы 3 степени (18 мая 1944 — № 22114).